# Arrête de ramer, t'es sur le sable, la suite
 (décembre 2023).
 (avril 2024).
Série
Arrête de ramer, t'es sur le sable
(1979) Meatballs III: Summer Job (en)
(1987)
Pour plus de détails, voir Fiche technique et Distribution.
Arrête de ramer, t'es sur le sable, la suite (Meatballs Part II) est un film américain réalisé par Ken Wiederhorn, sorti en 1984.

## Fiche technique
- Titre : Arrête de ramer, t'es sur le sable, la suite
- Titre original : Meatballs Part II
- Réalisation : Ken Wiederhorn
- Scénario : Bruce Franklin Singer (crédité en Bruce Singer)
- Musique : Ken Harrison
- Pays d'origine :  États-Unis
- Sociétés de production : Tri-Star Pictures
- Genre : Comédie
- Durée : 87 minutes
- Date de sortie : 27 juillet 1984

## Distribution
- Richard Mulligan : l'entraîneur Giddy
- Hamilton Camp : le colonel Jack 'Batjack' Hershy
- John Mengatti : Armand 'Flash' Carducci
- Kim Richards : Cheryl
- Archie Hahn : Jamie / le voix de Tête-de-viande
- Misty Rowe : Fanny
- John Larroquette : le lieutenant Félix Foxglove
- Paul Reubens : Albert
- Joe Nipote : 'Boomer'
- Jason Hervey : Tommy
- Ralph Seymour (en) : Eddie
- Elayne Boosler : la mère
- Nancy Glass : le fille
- Felix Silla : 'Tête-de-viande'
- Joaquin Martinez : le chef Rawhide
- Blackie Dammett : le sergent Paladin
- Donald Gibb : 'Chien fou'
- Jason Luque : Jai Styxxx